# Jenna Jameson
Jenna Jameson (Las Vegas, 9 de abril de 1974) es el nombre artístico de Jennifer Marie Massoli, una actriz pornográfica, escritora, modelo y empresaria estadounidense, conocida como La Reina del Porno
 y considerada como la actriz porno más famosa del mundo.
Fue la fundadora, junto a su ex-marido Jay Grdina, de la productora especializada en películas porno de alto presupuesto Club Jenna. Ha protagonizado más de un centenar de películas. También ha ejercido como directora en alguna ocasión como en Bella Loves Jenna (2003) o Jenna's Provocateur (2006).
Jameson se ha convertido, también, en una estrella mediática de la televisión, el cine y panorama comercial estadounidense, comenzando con un cameo en su primera película comercial en 1997, la comedia Private Parts. Tras ese papel menor le siguieron continuas apariciones en The Howard Stern Show, en la cadena por cable E!; prestando su voz en la serie animada de la FOX Family Guy, en los videojuegos de 2002 Grand Theft Auto: Vice City y Tony Hawk's Pro Skater 4; y como actriz en la serie de la NBC Mister Sterling. Su autobiografía de 2004, How to Make Love Like a Porn Star: A Cautionary Tale (en español, "Cómo hacer el amor como una estrella del porno: Una historia de advertencia"), se mantuvo seis semanas en la lista The New York Times Best Seller. Ha creado, además, una serie de cómics de terror llamados Jenna Jameson's Shadow Hunter, que fueron lanzados en febrero de 2008.

## Biografía

### Juventud
Jenna nace en Las Vegas. Su padre es policía y director de programación de la KVBC (una radio afiliada a la NBC), mientras que su madre hace de showgirl en Las Vegas. El 20 de febrero de 1976 la madre de Jenna fallece a causa de un cáncer de piel. Ella apenas contaba con dos años. El tratamiento médico contra el cáncer pone en serios apuros económicos a la familia obligándolos a mudarse con frecuencia y a vivir incluso en una caravana. En su juventud participa en numerosos concursos de belleza y da clases de ballet.
En 1990, y según cuenta la actriz en su autobiografía, es víctima de una violación, en Montana por cuatro chicos tras un partido de fútbol americano. Jenna relata también una nueva violación poco después, acusando en esta ocasión a Preacher, el tío de su novio de la época. Como consecuencia de lo ocurrido, la actriz huye con su novio. Este, que ejercía como tatuador, le realiza sus primeros tatuajes. Entre ellos se encuentra el característico doble corazón que luce en la nalga derecha. Posteriormente, se añadiría la inscripción Heart Breaker (rompecorazones) en el interior.

### Sus primeros pasos
Jennifer Massoli trata de seguir los pasos de su madre, y para ello decide buscar trabajo como 'showgirl' en Las Vegas. Sin embargo, es rechazada de la mayoría de los espectáculos por no alcanzar la estatura mínima requerida. Finalmente consigue trabajo en el Vegas World Casino pero acaba renunciando al mismo, dos meses después, por causa de unos horarios demasiado exigentes y un sueldo bajo.

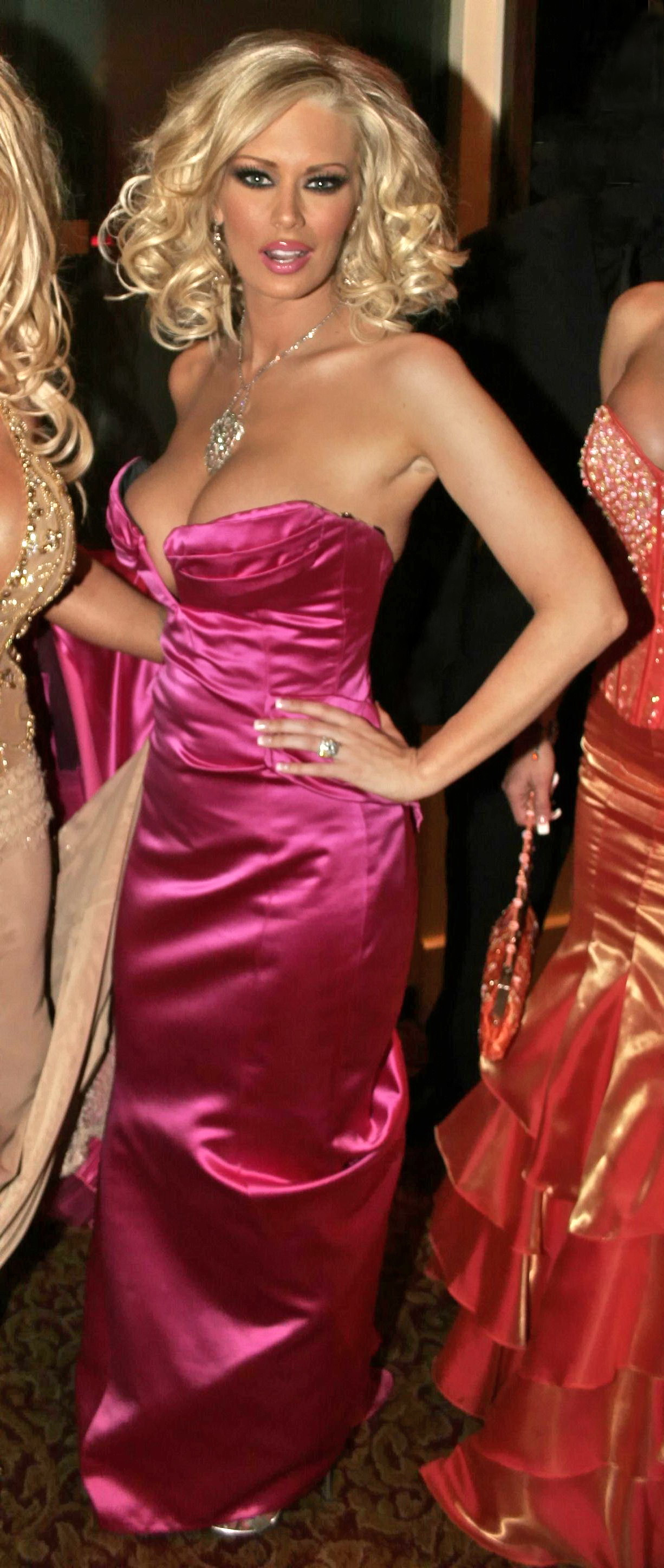
Jenna Jameson durante los AVN Awards, el 9 de enero de 2006.

En este momento, fue cuando su novio la anima a buscar trabajo como estríper, pero Jenna aún era menor de edad. Entonces, buscando ser contratada, falsifica sus papeles. Fue rechazada en el Crazy Horse Too, un club de striptease de Las Vegas, por llevar aparato dental, así que decidió arrancárselo ella misma con unas pinzas. Ya sin el, volvió al club al día siguiente y fue contratada.
En su trabajo como estríper, Jenna empieza a utilizar el seudónimo de Jennasis, que iría transformando con el tiempo hasta convertirse en Jennasis Entertainment. En sus trabajos como modelo, sin embargo prefiere usar el nombre con el que posteriormente alcanzaría la fama: Jenna Jameson. El apellido Jameson lo eligió por el whiskey Jameson.
En 1991 realizó sus primeras fotografías totalmente desnuda. Las mismas fueron obra de la famosa fotógrafa Suze Randall. Jenna recibió 300 dólares por las fotos creyendo que serían publicadas en la revista Penthouse. Sin embargo no fue así, y acabaron siendo vendidas a otras publicaciones masculinas, lo que llevó a la joven a sentirse engañada, concluyendo así su relación con la afamada fotógrafa.
Durante sus días de estríper en Las Vegas entra en contacto con las drogas y se convierte en consumidora habitual de LSD y metanfetamina. Su estado de salud sufre un deterioro progresivo que empeora cuando decide dejar de comer. Su extrema delgadez, (llegó a pesar 35 kilos), le impide seguir trabajando como modelo y supone el final de la relación con su novio. Jenna acaba en una silla de ruedas y de regreso con su padre, que reside en California. Este la ingresa en un programa de desintoxicación para tratar de superar su adicción.

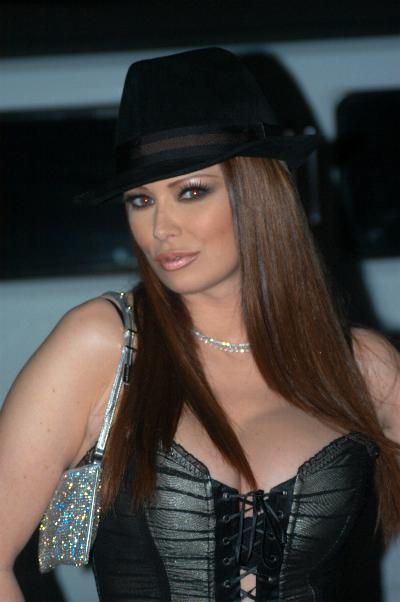
Jenna Jameson en 2005.

## Carrera como actriz porno

### Inicios (1993-1994)
Recuperada de sus problemas de salud decide iniciar su carrera como actriz porno con el propósito de vengarse de su exnovio. Así, en 1993 debuta ante las cámaras en una película erótica que rueda Andrew Blake en la que coincide con Nikki Tyler, actriz con la que mantendría una breve relación sentimental.
Su debut, en una película X, lo hace de la mano del director Randy West. Ya en 1994 aparece en Up and Cummers 10 y Up and Cummers 11, en la que realiza su primera escena totalmente heterosexual con el propio West.
Ese mismo año, Jenna pasó por el quirófano para aumentarse el pecho, cirugía que repitió en 2001, ya que no había quedado satisfecha con el resultado de la primera. También en 2001 se sometió simultáneamente a una cirugía para retocarse el mentón.
Desde un primer momento deja claro que jamás practicará el sexo anal o realizará una doble penetración ante las cámaras. Tampoco ha rodado nunca escenas interraciales.
A finales de 1994 Jenna se mudó a Los Ángeles para vivir con Nikki Tyler y retomó su trabajo como modelo erótica.

### Wicked Pictures (1995-2000)

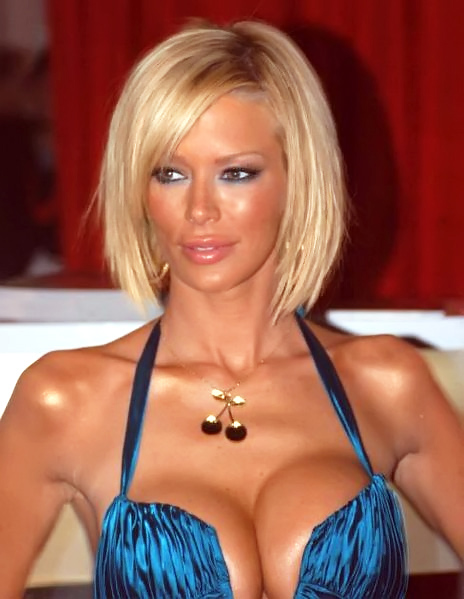
Jenna Jameson (2007).

En 1995 firma un contrato exclusivo con la productora de películas pornográficas Wicked Pictures, una productora pequeña que debe gran parte de su crecimiento al acertado fichaje de Jenna.
La multipremiada Blue movie (1995) supone el estreno de la actriz con su nueva productora. Conquest (1996), Flashpoint (1997), Satyr (1997), o Dream Quest (2000) son algunos de los títulos más relevantes rodados por la actriz durante esa etapa. En varias de ellas es dirigida por Brad Armstrong, con el que se casaría en 1996.

### Club Jenna & Vivid (2000-2007)
En el 2000, Jenna y su nuevo novio Jay Grdina (más conocido como Justin Sterling en la industria del Cine X) crean Club Jenna. Desde este momento, la actriz solo trabaja para su productora y ocasionalmente para Vivid que es la encargada de distribuir las películas de la recién creada empresa. Briana Loves Jenna (2001), protagonizada por ella junto a la actriz porno Briana Banks, fue su primer trabajo y todo un éxito en ventas. Otros títulos destacables son : Bella Loves Jenna (2003), protagonizada por Jenna y la actriz porno Belladonna, New Devil In Miss Jones (2004) o The Masseuse (2004).
En 2004 Jenna lanzó al mercado su autobiografía, titulada How to Make Love Like a Porn Star (Cómo hacer el amor igual que una estrella del porno), en cuya portada aparece disfrazada de Marilyn Monroe.
En 2005 Club Jenna es adquirida por Playboy. Eso permite a la productora diversificar los productos y servicios ofrecidos. Uno de ellos es Playboy TV donde la actriz se pone al mando de Jenna's American Sex Star, un programa en él que se buscan nuevos talentos para la industria, aunque muy poco tiempo después, Jenna acabaría desvinculándose por completo de la compañía.

### Retirada del porno
El 1 de agosto de 2007 Jameson se sometió a una operación de reducción de pecho, pasando de tener una talla 110 (34DD) que había mantenido durante la mayor parte de su carrera, a una talla 95 (34C). Se tatuó ambos omóplatos con la frase "no tengo miedo, he nacido para hacer esto -Juana De Arco" (I'm not afraid, I was born to do this -Joan Of Arc) y anunció su retirada del porno, afirmando que ya nunca jamás volverá a actuar en ninguna película porno.
El 14 de enero de 2008, Jenna ratificó sus palabras durante la gala de los premios de cine X AVN, en su discurso cuando le fue entregado el premio de Crossover Star Of The Year (premio del año a la estrella porno que más se ha adentrado en los medios de comunicación convencionales). Desde el escenario afirmó las palabras "nunca jamás volveré a abrirme de piernas para esta industria, jamás.", recibiendo enormes abucheos y rechazo por parte del público y de los asistentes a la gala.

## Autobiografía
La autobiografía de Jenna Jameson, titulada How to Make Love Like a Porn Star se publicó el 17 de agosto de 2004 en los Estados Unidos. Neil Strauss es coautor de la misma y fue publicada por ReganBooks. Se convirtió, casi de inmediato, en un superventas. En enero del 2006 fue traducida al español bajo el título Como hacer el amor igual que una estrella del porno.
En cuanto a su contenido, el libro no omite ningún detalle de la vida de la actriz: describe las dos violaciones sufridas, sus problemas con las drogas, su primer matrimonio fallido y sus numerosas relaciones sentimentales tanto con hombres como con mujeres. La narración realizada en primera persona, está salpicada por fotos personales, extractos de diarios íntimos, entrevistas a familiares, guiones de películas e imágenes de cómic.
En enero de 2007, hizo pública su voluntad de llevar al cine su autobiografía, ella misma citó a la actriz Scarlett Johansson como una de las personas que le gustaría que interpretase el papel principal de la película, pero la idea nunca fue llevada a cabo.

## Relaciones personales

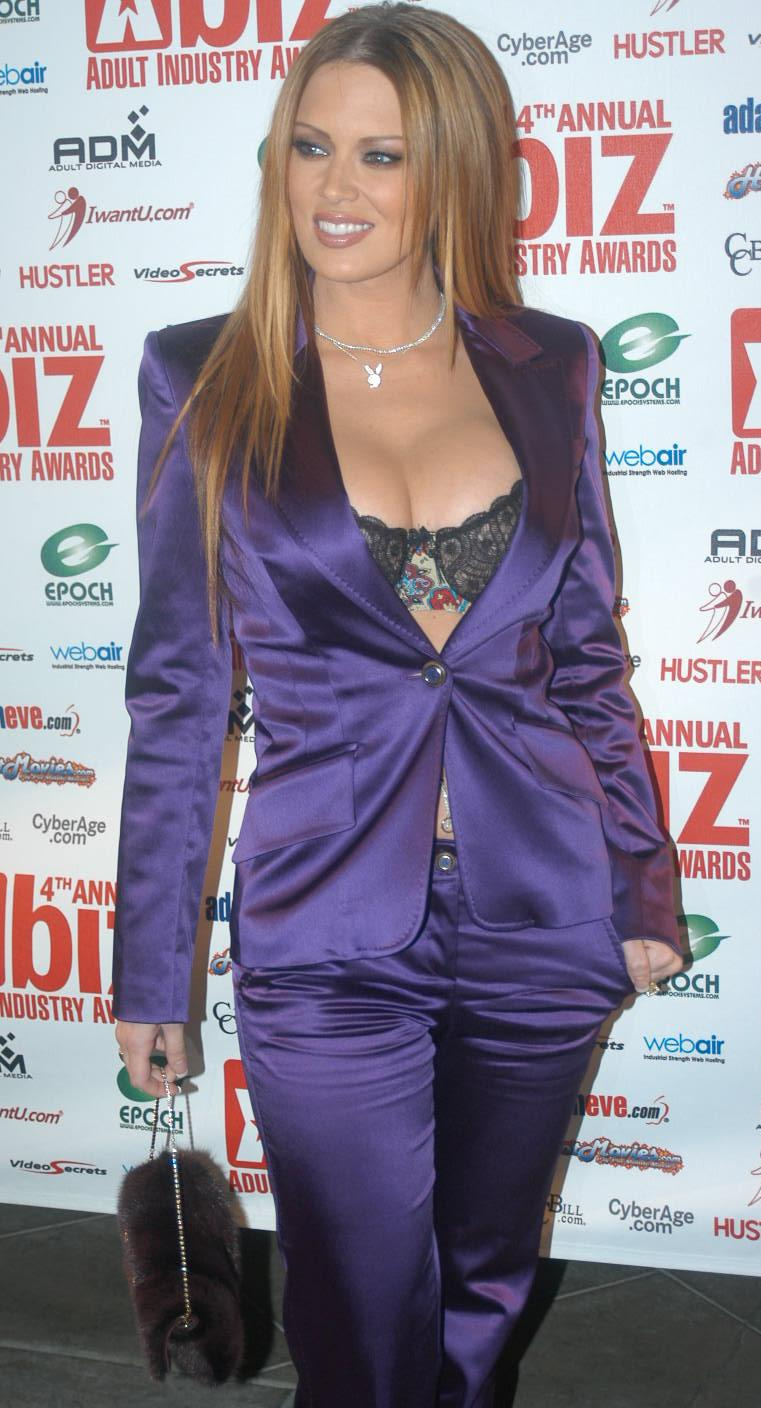
Jenna Jameson en la 4.ª entrega de los XBiz Awards, el 17 de noviembre de 2005.

En su autobiografía, la actriz menciona que se ha acostado con más de cien mujeres y una treintena de hombres fuera de su trabajo. Su relación con la también actriz porno Nikki Tyler es una de ellas. Entre sus parejas heterosexuales, cita en su libro un corto escarceo con el cantante Marilyn Manson en 1997. Aunque Jenna afirma en su autobiografía que se vieron varias veces, Marilyn Manson afirma en la suya que solo pasaron una noche juntos. También mantuvo una corta relación con Tommy Lee en los años 90 (batería del grupo Mötley Crüe) tiempo después de la ruptura de este con Pamela Anderson.
Jenna Jameson se casó por primera vez el 20 de diciembre de 1996 con el actor y director porno Brad Armstrong. Aunque se divorciaron en 2001, en realidad apenas convivieron durante unas diez semanas.
En el verano de 1998 conoció a Jay Grdina, antiguo propietario de una productora de cine X. Desde ese año se convirtió en el único actor con el que compartió escena. Tras varios años viviendo juntos se casaron por la Iglesia el 22 de junio de 2003. La pareja fijó su residencia en Scottsdale, Arizona, en un palacete de 600 m cuadrados, adquirido por dos millones de dólares en 2002. En 2006 se confirmó la separación.
Tras un breve escarceo con Dave Navarro en 2006, inició una relación seria con el luchador de MMA Tito Ortiz. A finales de agosto de 2008 anunció su embarazo y ambos fueron padres de dos niños gemelos. En marzo de 2012 la pareja rompió la relación, que terminó en una cruda batalla en la que Jameson acusó falsamente y a través de las redes sociales a Ortiz de drogarse y doparse, además de acusarle falsamente de malos tratos, intentando así arruinar su carrera profesional como luchador en la UFC. Esto se volvió en contra de Jameson, que por aquel momento padecía alcoholismo y adicción a las drogas como fue probado en el juzgado y como ella misma más tarde admitió (Ortiz afirmó que durante su relación de cuatro años, Jameson gastó más de ocho millones de dólares en drogas). En la batalla legal entre ambos por la custodia de sus dos hijos, la custodia total le fue concedida a Ortiz, sin tener Jameson ningún derecho de visita y con una orden de alejamiento, tanto del padre de sus hijos Ortiz, como de sus dos hijos, debido a sus falsas acusaciones hacia él y sus intentos de hundir al deportista, su alcoholismo, su drogadicción y su comportamiento errático. Jameson lleva sin ver a sus hijos desde entonces, que viven con su padre Ortiz y la actual pareja de este.
En junio de 2015, Jameson conoció a su actual pareja, un tratante de joyas israelí llamado Lior Bitton. Jameson anunció que estaba intentando convertirse al judaísmo para poder casarse con Lior Bitton según la tradición judía, con quien está prometida. Jameson había crecido como católica. En octubre de 2015, el canal 2 de Israel anunció la conversión de Jameson en un documental. El 11 de noviembre de 2016, Jameson anunció en su cuenta de Twitter que había completado su conversión al judaísmo ortodoxo en un tribunal rabínico Haredi del estado de Nueva York.[cita requerida]
El 5 de agosto de 2016, Jameson anunció que ella y Lior Bitton esperaban una hija. El 6 de abril de 2017, dieron la bienvenida a su hija, Batel Lu.
El 12 de enero de 2022, Jameson anunció que padecía el síndrome de Guillain-Barré,
aunque más tarde se demostró que era un diagnóstico erróneo.
El 1 de febrero de 2023, Jameson confirmó en un video de TikTok que ella y Bitton habían terminado su relación y que mantenían una relación con la peluquera e influencer Jessi Lawless. Se casó con Lawless el 23 de mayo de 2023 en Las Vegas.
El 17 de abril de 2024, la esposa de Jameson, Jessi Lawless, solicitó la anulación de su matrimonio menos de un año después. Lawless publicó un video en su Instagram explicando que «el supuesto consumo de alcohol de la ex estrella de cine para adultos de 50 años la llevó a tomar la decisión de terminar el matrimonio».
En marzo de 2025, Jenna Jameson confirmó su nueva relación con el actor de voz Mil R. Ocampo pocas semanas después de solicitar el divorcio de su esposa Jessi Lawless.La ex estrella de cine para adultos compartió recientemente varias fotos de ella acurrucándose junto a Ocampo en su cuenta de Instagram.

## Carrera empresarial
En el 2000, Jenna Jameson y su novio (Jay Grdina) crean ClubJenna.com. El portal ofrece inicialmente, fotos y videos, consejos para la vida en pareja e incluso la posibilidad de adquirir acciones de la recién creada empresa. Rápidamente el sitio se amplia con contenido que no se refieren únicamente a la actriz.

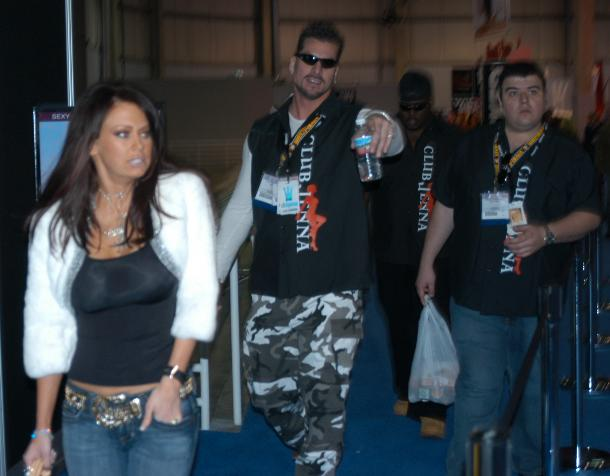
Jameson en la Adult Entertainment Expo de 2005.

En 2001 inicia la producción de películas porno bajo el sello ClubJenna. Jameson participa en alguna de esas películas como actriz bien en escenas lésbicas bien actuando con su novio, conocido en la industria X bajo el seudónimo de Justin Sterling. Briana Loves Jenna (2001), una coproducción con Vivid es la primera producida. Es rodada en doce días y tiene un coste inicial de 28 000 dólares logrando generar más de un millón de dólares de beneficio en un año. Es la película más alquilada del 2001 y se lleva dos premios AVN. Progresivamente, la actriz fue perdiendo protagonismo en las películas de la productora a favor de otras actrices contratadas en exclusividad por la misma, como: Krystal Steal, Jesse Capelli, McKenzie Lee, Ashton Moore o Sophia Rossi.
En 2005, la actriz produce y dirige su primera película The Provocateur que se estrenó bajo el nombre Jenna's Provocateur en septiembre de 2006. Ese mismo año, se estima que el capital de la empresa alcanza los 30 millones de dólares y que sus beneficios son cercanos a los 15 millones de dólares. La empresa posee una panel publicitario de más de 15 m de alto situado en Times Square en el que se anuncian todas las novedades de la productora.
ClubJenna ofrece también, una línea de juguetes sexuales y videojuegos donde la actriz es la protagonista y cuyo objetivo es que una Jenna en 3D llegue al orgasmo. Además, administra más de 150 páginas oficiales de estrellas del porno.
Otra área de negocio es la representada por 'Club Thrust', un sitio web interactivo destinado a los fanes gay de la actriz.

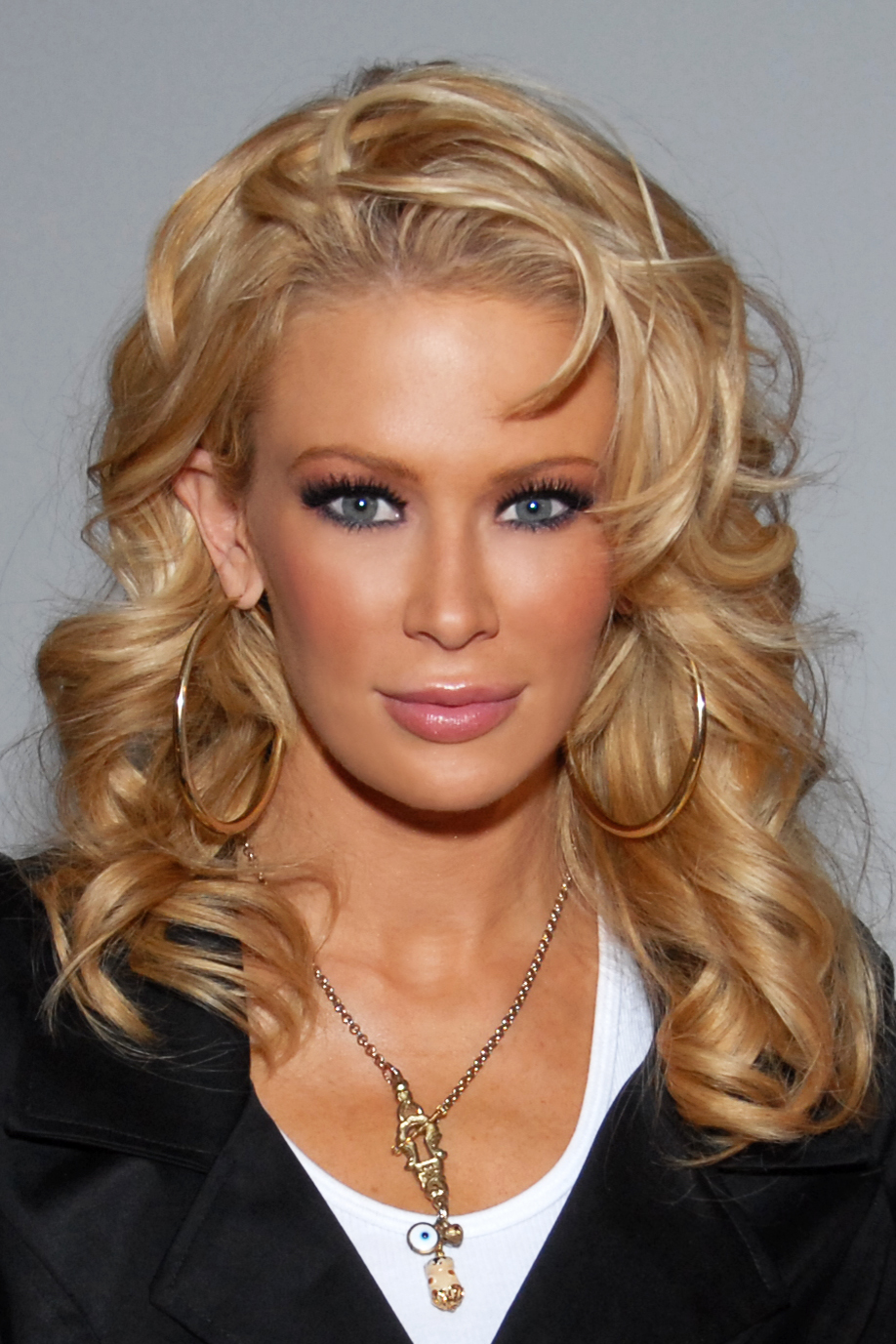
Jenna en marzo de 2008.

En agosto de 2006 adquiere 'Babes Cabaret', un local de estriptis de Scottsdale en Arizona. Sin embargo, poco después de la adquisición las autoridades locales se plantean prohibir el desnudo en los locales para adultos y prohibir a las bailarinas acercarse a menos de 120 cm de los espectadores. Esta medida haría imposible el lap dance, principal fuente de ingresos de las bailarinas. Jenna combatió con fuerza la medida. El 12 de septiembre de 2006 un referéndum favorable a la postura defendida por la actriz acabó con el debate.
En esa misma línea se creó el Vivid Club Jenna Super Bowl Party donde varias actrices bajo contrato con ClubJenna y con Vivid realizaban desfiles de lencería en el "Zoo Club" un local de Detroit.
El 22 de junio de 2006, Playboy Enterprises Inc. anuncia la compra de Club Jenna Inc.
En 1995, Jenna Jameson logra convertirse en una invitada habitual del programa de radio de Howard Stern.
Unos años después interviene en su primera película convencional: 'Private Parts' (1997), haciendo el papel de Mandy. Esta actuación sería la primera de una serie de participaciones en películas sin contenido sexual. Ese mismo año aparece en 'Hardcore Heaven '97', un programa en pago por visión de 'l'Extreme Championship Wrestling'. Ya en 1998 interviene en 'l'ECW Living Dangerously'. A finales de los años 1990 presenta varios entregas del programa sobre viajes Voyage Wild On! emitido por E!.
Ya en 2001 la actriz se adentra en el mundo del doblaje al prestar su voz a uno de los personajes de la serie Padre de familia en un capítulo titulado "Brian Does Hollywood". En 2002, y junto a Ron Jeremy protagonizan Porn 'n chicken, una película para la televisión donde se interpreten a ellos mismos. También en 2002 Jenna aparece en dos videojuegos. Así presta su voz a Candy Suxxx en Grand Theft Auto: Vice City. El otro videojuego es Tony Hawk's Pro Skater 4. En 2003, aparece en dos episodios de Mister Sterling emitida por la NBC en prime time y en la que era la novia de un político.
Posteriormente, es el éxito de su autobiografía (2004) la que le permite tener una fuerte presencia en los medios gracias a las entrevistas que dará en cadenas como la NBC, CNBC, Fox News y CNN.
En 2005 se estrena Evil Breed: The Legend of Samhainse, una película de terror rodada tres años antes y en la que también aparecen otras actrices porno como Ginger Lynn. A esta le sucederían otras dos cintas sobre del mismo género: Sin-Jin Smyth (2006) y Zombie Strippers (2008).
En julio de 2006 se convierte en la primera actriz porno en tener una réplica de cera en el prestigioso Museo Madame Tussauds.

## Festival de cine de Cannes
| Año  | Categoría                               | Nominado(a)                                  | Resultado |
| ---- | --------------------------------------- | -------------------------------------------- | --------- |
| 1995 | Mejor actriz porno nueva estadounidense | Jenna Jameson                                | Ganadora  |
| 1998 | Mejor actriz porno estadounidense       | Jenna Jameson                                | Ganadora  |
| 1999 | Mejor película porno estadounidense     | Flashpoint (Protagonizada por Jenna jameson) | Ganadora  |

### Premios AVN
| Año  | Categoría                                                                       | Nominado(a)   | Resultado |
| ---- | ------------------------------------------------------------------------------- | ------------- | --------- |
| 1996 | Mejor actriz porno nueva                                                        | Jenna Jameson | Ganadora  |
| 1996 | Mejor actriz de video                                                           | Jenna Jameson | Ganadora  |
| 1996 | Mejor escena de sexo                                                            | Jenna Jameson | Ganadora  |
| 1997 | Mejor escena de sexo en pareja                                                  | Jenna Jameson | Ganadora  |
| 1997 | Mejor escena de sexo en pareja (Video)                                          | Jenna Jameson | Ganadora  |
| 1998 | Mejor escena lésbica                                                            | Jenna Jameson | Ganadora  |
| 2003 | Mejor escena lésbica (Video)                                                    | Jenna Jameson | Ganadora  |
| 2005 | Mejor actriz                                                                    | Jenna Jameson | Ganadora  |
| 2005 | Mejor actriz de sexo en pareja                                                  | Jenna Jameson | Ganadora  |
| 2005 | Mejor escena lésbica (Video)                                                    | Jenna Jameson | Ganadora  |
| 2006 | Mejor actriz secundaria                                                         | Jenna Jameson | Ganadora  |
| 2006 | Mejor personalidad del porno más conocida e involucrada fuera de la industria X | Jenna Jameson | Ganadora  |

## Premios XRCO
| Año  | Categoría            | Nominado(a)   | Resultado |
| ---- | -------------------- | ------------- | --------- |
| 1996 | Mejor actriz del año | Jenna Jameson | Ganadora  |
| 2004 | Mejor escena lésbica | Jenna Jameson | Ganadora  |

## Premios F.A.M.E.
| Año  | Categoría                                  | Nominado(a)   | Resultado |
| ---- | ------------------------------------------ | ------------- | --------- |
| 2006 | Mejor actriz porno favorita de los fanes   | Jenna Jameson | Ganadora  |
| 2006 | Mejor actriz porno con el mejor cuerpo     | Jenna Jameson | Ganadora  |
| 2007 | Mejor actriz porno favorita de la historia | Jenna Jameson | Ganadora  |